# ایوا-ماریا هاگن
ایوا-ماریا هاگن (آلمانی: Eva-Maria Hagen؛ ‏۱۹ اکتبر ۱۹۳۴ – ۱۶ اوت ۲۰۲۲) خواننده و بازیگر اهل آلمان بود. وی از سال ۱۹۵۷ میلادی تا پایان عمر مشغول فعالیت بوده‌است.
از فیلم‌ها یا برنامه‌های تلویزیونی که وی در آنها نقش داشته‌است می‌توان به لوره اشاره کرد.